# Драшко Ређеп
Драшко Ређеп (Осијек, 3. децембар 1935 — Нови Сад, 29. јануар 2019) био је српски књижевник.

## Живот и рад
Као есејист, књижевни и ликовни критичар и интелектуалац, живео је и стварао у Новом Саду.
Дугогодишњим присуством и радом, на српској и југословенској литерарној сцени оставио је значајан траг и смернице за нова тумачења наше и регионалне књижевности и њене историје. Две године је био у жирију НИН-ове награде током које су лауреати били Милош Црњански и Данило Киш, 1971. и 1972. године.
Радио је као професор на Филозофском факултету Универзитета у Новом Саду. Добитник је многих друштвених признања, дајући допринос афирмацији и заједништву русинске, мађарске и словачке културе на нашим просторима. Од 2011. био је главни уредник Књижевне општине Вршац, и вишегодишњи је председник за доделу награде Вукове задужбине за уметност, активан у књижевно-издавачкој делатности.
Преминуо је 29. јануара 2019. године у Новом Саду.

## Издавачка и културна делатност
У оквиру Књижевне општине Вршац и издавачке куће Прометеј из Новог Сада, Драшко се бавио истраживањем домаће књижевности и многих писаца који је омеђују, често изван фокуса савременог читалишта.
Године 2017. о њему је снимљен документарни филм „Светионик кроз маглу равнице”, у продукцији Културног центра Новог Сада, редитеља Душана Стојановића. Својим есејистичким књигама, попут на пример „Последње вечере”, даје допринос импресионистичкој критици и сагледавању личног живота и дела српских писаца.
Његова супруга била је Јелка Ређеп.

## Књижевна општина Вршац
Књижевну општину Вршац (КОВ), чији је главни уредник од 2011. године Драшко Ређеп, чине едиције „Несаница”, „Атлас ветрова”, „Катедра Васко Попа”, „Стеријана”.
КОВ дуги низ година додељује Европску награду за поезију, објављује часопис за поезију, прозу и есејистику, „Ковине”, који излази двапут годишње; организује трибине „Средом код Стерије”, дане Петруа Крдуа, перформансе и хепенинге.

## Дела
- Антологија Црњански, I издање 1993, II издање 2007.
- Последња вечера, Књижевна општина Вршац, 2004.
- Минули мрак (огледи), Светови, 2004.
- Антологија Тишма, Прометеј — Нови Сад, 2006.
- Којих нема, (КОВ), 2008.
- Српски север, Пешић и синови, 2009.
- Скела мирује, Азија путује, (КОВ), 2011.
- Антологија Капор II издање, Прометеј — Нови Сад, 2012.
- Антологија Антић, Прометеј — Нови Сад, 2013.
- С обе стране реке, Прометеј — Нови Сад, 2013.
- Девет боја Баната, Агора, 2014.[8]